# Rassemblement du peuple français
Rassemblement du peuple français (RPF) ((dansk) Det Franske Folks Samling), var et fransk politisk parti, grundlagt af Charles de Gaulle den 14. april 1947. Partiet var i sin oprindelige form ikke et politisk parti, men en slags forening, der skulle eksistere over og uden for de politiske partier for at fremme en forandring i det franske samfund. Partiet blev nedlagt 13. september 1955.
Efter 1946, da de Gaulle havde trukket sig tilbage fra aktiv politik, kunne han konstatere, at det franske samfund ikke udviklede sig i en retning, som han anså for at være hensigtsmæssig. Da han imidlertid ikke ønskede at blande sig direkte i politik, grundlagde han bevægelsen RPF, der skulle stå for: "at varetage Frankrigs vitale interesser og skabe grundlaget for en varig forandring".
Det politiske grundlag for bevægelsen, var 2 taler, som de Gaulle holdt i 1946-47; den første i Bayeux den 16. juni 1946 og den anden i Strasbourg den 7. april 1947. I de to taler udviklede de Gaulle sine tanker om det Frankrig, han ønskede sig. Hans hovedbudskab var, at det franske politiske system efter hans mening gik for meget op i snævre partipolitiske interesser frem for at varetage Frankrig interesser.
Bevægelsen oprettede kontorer og afholdt møder rundt om i Frankrig og opnåede hurtigt en stor popularitet. På et tidspunkt rundede bevægelsen de 400.000 medlemmer. For at bevægelsen kunne opnå sine mål, blev det imidlertid nødvendigt at opstille kandidater til forskellige valg, hvorefter bevægelsen skiftede karakter og blev et politisk parti som alle andre.
Partiet led nederlag ved valget til nationalforsamlingen 17. juni 1951. Herefter blev partiet i realiteten nedlagt, selvom det eksisterede et par år endnu, og man på resterne grundlagde Det Socialrepublikanske Parti.